# 도계고등학교
도계고등학교(道溪高等學校)는 대한민국 강원특별자치도 삼척시 도계읍 도계리에 있는 공립 고등학교이다.

## 학교 연혁
- 1966년 12월 28일 : 도계실업고등학교 설립인가(9학급)
- 1967년 4월 11일 : 개교식 거행
- 1970년 2월 27일 : 제1회 졸업식 거행
- 1974년 3월 1일 : 도계종합고등학교 교명변경
- 1981년 3월 11일 : 도계중,고 병설에서 분리
- 1987년 3월 1일 : 도계고등학교 교명변경(12학급 인가)
- 2004년 10월 30일 : 특수학급 인가
- 2011년 9월 7일 : 도계고 기숙사 느티학사 개관
- 2022년 3월 1일 : 제24대 최승국 교장 부임
- 2025년 1월 6일 : 제56회 졸업식(졸업생 40명, 총 졸업생 9,305명)
- 2025년 3월 4일 : 보통과 6학급, 총 6학급

## 참고 자료
- 도계고등학교 - 한국교육학술정보원 학교알리미